# 白塔镇 (沙河市)
白塔镇，是中华人民共和国河北省邢台市沙河市下辖的一个乡镇级行政单位。

## 行政区划
白塔镇下辖以下地区：
白塔村、天生村、西赵村、李家庄村、中关村、下关村、温窑村、下元村、章村、西郝庄村、马庄村、朱金紫村、王金紫村、南金紫村、权村、养儿河村、新王村、赵窑村、王窑村、栾卸村、东下河村、温庄村、显德汪村、窑坡村、白涧村、新村、秦庄村、王下曹村、林下曹村、张下曹村、樊下曹村、浅井村、塔子峪村和贾庄村。